# Álvaro Gestido
Álvaro Pelegrín Gestido (17. maj 1907 – 18. januar 1957) var en uruguayansk fodboldspiller, der med Uruguays landshold vandt guld ved VM i 1930 på hjemmebane. Han spillede i alt 26 landskampe, og var også med til at vinde guld ved OL i 1928 i Amsterdam.
Gestido spillede på klubplan 16 år for CA Peñarol i hjemlandet.